# Dezeen

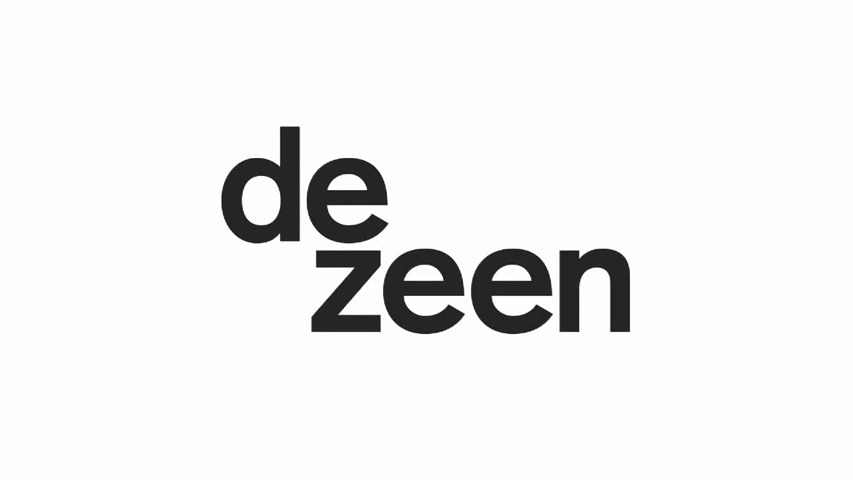
Dezeen Logo

Dezeen ist ein Online-Magazin für Architektur, Innenarchitektur und Design mit Sitz in London.
Dezeen wurde Ende November 2006 von dem Ehepaar Marcus Fairs und Rupinder Bhogal als einfacher Blog in London gegründet. Ein Büro in New York City bestand von 2015 bis 2020. Es folgten eine Reihe von Auszeichnungen für Qualitätsjournalismus. Neben dem News-Magazin fokussiert Dezeen auf Dezeen Jobs, Dezeen Awards, Dezeen Showroom und Dezeen Studio. Seit 2018 vergibt das Magazin jährlich die Dezeen Awards, mit denen die besten Leistungen in den Bereichen Architektur, Inneneinrichtung und Design auf der ganzen Welt ausgezeichnet werden.
Im März 2021 wurde Dezeen vom dänischen Medienunternehmen JP/Politikens Hus übernommen; zum Zeitpunkt der Übernahme hatte die Website mehr als 3 Millionen monatliche Besucher und mehr als 6,5 Millionen Follower in den sozialen Medien.
Marcus Fairs (1967–2022), Gründer, CEO und Chefredakteur von Dezeen, starb unerwartet im Alter von 54 Jahren am 30. Juni 2022.